# Constantin Ier Șerban Basarab
Constantin Ier Șerban Basarab fut prince de Valachie de 1654 à 1658 et prince de Moldavie en 1659 et en 1661. La monarchie est élective dans les principautés roumaines de Moldavie et de Valachie, comme en Transylvanie et en Pologne voisines : le prince (voïvode, hospodar ou domnitor selon les époques et les sources) était élu par (et souvent parmi) les boyards : pour être nommé, régner et se maintenir, il s'appuyait sur les partis de boyards et fréquemment sur les puissances voisines, habsbourgeoise, polonaise, russe et surtout ottomane, car jusqu'en 1859 les deux principautés étaient vassales de la « Sublime Porte » dont elles étaient tributaires.

## Biographie
Constantin Șerban est un fils illégitime de Radu X Șerban, Il est adopté par sa demi-sœur Ancuta et son  beau-frère Nicolae II Pătrașcu ce qui lui permet de prendre le nom dynastique prestigieux de « Basarab ». À la mort de son autre beau-frère Matei Ier Basarab il est élu et agréé prince de Valachie le 9 avril 1654 avec l'appui de Georges II Rákóczy, alors prince de Transylvanie. Il doit lutter contre les Seimens (arquebusiers mercenaires) révoltés parce qu'ils n'avaient pas été payés, jusqu'à ce que les Ottomans l'évincent et le remplacent par Mihnea III en février 1658.
Il sera brièvement prince de Moldavie en opposition à Ștefăniță Lupu du 2 au 21 novembre 1659 et du 17 janvier au 17 février 1661, avant de devoir s'enfuir en Pologne où il s'installe définitivement et meurt entre le 30 avril et le 27 juin 1685.

## Sources
- Alexandru Dimitrie Xenopol Histoire des Roumains de la Dacie trajane : Depuis les origines jusqu'à l'union des principautés. E Leroux Paris (1896)
- Nicolas Iorga Histoire des Roumains et de la romanité orientale. (1920)
- (ro) Constantin C. Giurescu & Dinu C. Giurescu, Istoria Românilor Volume III (depuis 1606), Editura Ştiinţifică şi Enciclopedică, Bucureşti, 1977.
- Mihail Dimitri Sturdza, Dictionnaire historique et généalogique des grandes familles de Grèce, d'Albanie et de Constantinople, M.-D. Sturdza, Paris, chez l'auteur, 1983 (ASIN B0000EA1ET).
- Jean-Michel Cantacuzène, Mille ans dans les Balkans, Éditions Christian, Paris, 1992.  (ISBN 2-86496-054-0)
- Gilles Veinstein, Les Ottomans et la mort (1996)  (ISBN 9004105050).
- Joëlle Dalegre Grecs et Ottomans 1453-1923. De la chute de Constantinople à la fin de l’Empire Ottoman, L’Harmattan Paris (2002)   (ISBN 2747521621).
- Jean Nouzille La Moldavie, Histoire tragique d'une région européenne, Ed. Bieler (2004),  (ISBN 2-9520012-1-9).
- Traian Sandu, Histoire de la Roumanie, Perrin (2008).

## Note
1. ↑  Le candidat au trône devait ensuite "amortir ses investissements" par sa part sur les taxes et impôts, verser en outre le tribut aux Ottomans, et s'enrichir néanmoins. Pour cela, un règne d'au moins un an était nécessaire, mais la "concurrence" était rude, certains souverains ne parvenaient pas à se maintenir assez longtemps sur le trône, et devaient réessayer. Cela explique la brièveté de beaucoup de règnes, les règnes interrompus et repris, et parfois les règnes à plusieurs (coprinces). En fait, le gouvernement était assuré par le Mare Vornic (premier ministre), ses ministres (spatar-armée, vistiernic-finances, paharnic-économie, logofat-intérieur... approximativement) et par le Sfat domnesc (conseil des boyards).
Concernant le tribut aux Turcs, la vassalité des principautés roumaines envers l'Empire ottoman ne signifie pas, comme le montrent par erreur beaucoup de cartes historiques, qu'elles soient devenues des provinces turques et des pays musulmans. Seuls certains territoires moldaves et valaques sont devenus ottomans : en 1422 la Dobrogée au sud des bouches du Danube, en 1484 la Bessarabie alors dénommée Boudjak, au nord des bouches du Danube (ce nom ne désignait alors que les rives du Danube et de la mer Noire), en 1538 les rayas de Brăila alors dénommée Ibrahil et de Tighina alors dénommée Bender, et en 1713 la raya de Hotin. Le reste des principautés de Valachie et Moldavie (y compris la Moldavie entre Dniestr et Prut qui sera appelée Bessarabie en 1812, lors de l'annexion russe) ont conservé leurs propres lois, leur religion orthodoxe, leurs boyards, princes, ministres, armées et autonomie politique (au point de se dresser plus d'une fois contre le Sultan ottoman). Les erreurs cartographiques et historiques sont dues à l'ignorance ou à des simplifications réductrices. Voir Gilles Veinstein et Mihnea Berindei : L'Empire ottoman et les pays roumains, EHESS, Paris, 1987.
2. ↑  À plusieurs reprises dans son histoire, la Principauté de Moldavie a été vassale et alliée de la Pologne mais cela ne signifie pas, comme l'affirment par erreur certains auteurs (voir  et ) qu'elle soit devenue une province polonaise ou un fief du roi de Pologne. Ces erreurs sont dues d'une part à la confusion sémantique chez certains historiens modernes, entre voïvodie (province, en polonais) et voïvode (prince régnant, en roumain), ou encore entre suzeraineté et souveraineté, et d'autre part à la rétroprojection nationaliste de l'histoire. L'expression « rétroprojection nationaliste », du Pr Jean Ravenstein de l'Université de Marseille, désigne la tendance historiographique moderne à projeter dans le passé les nationalismes modernes, comme s'ils étaient apparus dès le Moyen Âge ou l'Antiquité.